# Claude Louis Berthollet
Claude Louis Berthollet (9. prosinec 1748, Talloires, Francie – 6. listopad 1822, Arcueil) byl francouzský chemik. 
Byl profesorem na pařížské Polytechnice. Od roku 1795 byl členem Francouzské Akademie věd. Jako člen Commission des sciences et des arts se zúčastnil Napoleonova tažení do Egypta a Napoleonem byl též povýšen do šlechtického stavu.
Vytvořil teorii chemické afinity, věnoval se též chemickým vratným reakcím. Napsal též významné práce o složení kyanovodíku, amoniaku, o bělení látek chlorem, o třaskavém stříbru ad. Jeho nejvýznamnějším teoretickým dílem byla kniha Essai de statique chimique (1803).
Roku 1804 byl místopředsedou francouzského Senátu. Jsou po něm pojmenovány berthollidy, sloučeniny jejichž složení neodpovídá zákonu stálých poměrů slučovacích.